# Delia gracilipes
Delia gracilipes är en tvåvingeart som först beskrevs av Malloch 1920.  Delia gracilipes ingår i släktet Delia och familjen blomsterflugor. Inga underarter finns listade i Catalogue of Life.